# Фріда Пінто
Фріда Селена Пінто (англ. Freida Selena Pinto; нар. 18 жовтня 1984, Мумбаї, Індія) — індійська акторка, модель, телеведуча і танцюристка, найбільш відома за роллю Латіки в оскароносному фільмі «Мільйонер із нетрів» (2008), за яку вона номінувалася на премію BAFTA.

## Біографія
Фріда Пінто народилася і виросла в Мумбаї в християнській родині з португальським корінням (сама акторка вважає себе індійкою). Її батько Фредерік Пінто — старший менеджер філії банку Bank of Baroda, мати Сільвія Пінто — викладачка школи St. John's Universal High School. Старша сестра Шарон Пінто є продюсеркою одного з новинних каналів телебачення NDTV.
Спочатку Пінто навчалася в школі St. Joseph School, яку успішно закінчила зі ступенем бакалавра в області мистецтв. Потім вона закінчила коледж St Xavier's College зі ступенем бакалавра мистецтв з англійської літератури. Зараз вона мешкає в Нью-Йорку. Рідна мова Фріди — конкані.
Фріда Пінто також є професійною танцюристкою, захоплюється індійськими традиційними стилями і сальсою.

## Кар'єра
З 2006—2007 роках Пінто бере участь у міжнародному мандрівному телешоу «Full Circle», проїхавши з ним усю Південно-Східну Азію, а також знімається в рекламі для таких фірм як Wrigley, Skoda, Vodafone Essar, Bharti Airtel i De Beers. Періодично з'являється на модних дефіле та на обкладинках журналів. 
Пізніше навчалася акторської майстерності в студії Баррі Джонна (The Barry John's Acting Studio) в Андхері, передмісті Мумбая. Після шести місяців навчання отримує пропозицію на прослуховування для фільму «Мільйонер із нетрів». Прослуховував її майбутній режисер фільму Денні Бойл, який зрештою і затвердив її на роль Латіки, в яку був закоханий Джамал (Дів Патель).
Мільйонер із нетрів (2008) виявився успішним, зібрав великі збори й удостоївся «Оскара», а сама Фріда Пінто була номінована на премію BAFTA як найкраща акторка другого плану. Після такого успіху вона отримала ряд пропозицій в Голлівуді. У 2010 Пінто знялася в комедійно-драматичному фільмі Вуді Аллена «Ти зустрінеш таємничого незнайомця» разом з Антоніо Бандерасом, Ентоні Хопкінс та Наомі Воттс. У 2011 вийшов науково-фантастичний фільм «Повстання Планети мавп», де вона знялася разом з Джеймсом Франко у головній ролі. У 2011 вийшла фентезі-екшн драма «Війна Богів: Безсмертні», де Фріда постала в образі жриці Федри.

## Фільмографія
| Рік  |    | Українська назва                        | Оригінальна назва                  | Роль                      |
| ---- | -- | --------------------------------------- | ---------------------------------- | ------------------------- |
| 2023 | ф  | Весілля моєї мами                       | My Mother's Wedding                | Джек                      |
| 2021 | ф  | Голка в копиці часу                     | Needle in a Timestack              | Алекс Леслі               |
| 2020 | ф  | Сільська елегія                         | Hillbilly Elegy                    | Уша                       |
| 2020 | ф  |                                         | Love Wedding Repeat                | Аманда                    |
| 2020 | мс | Міра, королівський детектив             | Mira, Royal Detective              | королева Шанті (голос)    |
| 2019 | ф  | Лише                                    | Only                               | Ева                       |
| 2019 | кф | Список пана Малкольма                   | Mr. Malcolm's List                 |                           |
| 2018 | ф  | Мауглі: Легенда джунглів                | Mowgli: Legend of the Jungle       | Мессуа                    |
| 2018 | ф  | З любов'ю, Соня                         | Love Sonia                         | Рашмі                     |
| 2018 | с  | Шлях                                    | The Path                           | Віра Стефанс, 13 епізодів |
| 2017 | ф  | Ямасонг: Марш Лощин                     | Yamasong: March of the Hollows     | Ґіта                      |
| 2017 | с  | Партизанська війна (міні-серіал)        | Guerrilla                          | Джес Мітра, 6 серій       |
| 2016 | кф | Минуле вперед                           | Past Forward                       | жінка                     |
| 2016 | кф | Два посильні 2                          | Two Bellmen Two                    | Лейла Патель              |
| 2015 | в  | «Чорний лицар» декодований (відеоролик) | Black Knight Decoded               | Ahna                      |
| 2015 | ф  | Шальне поранення                        | Blunt Force Trauma                 | Кольт                     |
| 2015 | ф  | Лицар кубків (фільм)                    | Knight of Cups                     | Гелен                     |
| 2014 | ф  | Пустельний танок                        | Desert Dancer                      | Elaheh                    |
| 2013 | в  | Бруно Марс: Горила (відеоролик)         | Bruno Mars: Gorilla                | Ізабелла                  |
| 2011 | ф  | Війна Богів: Безсмертні                 | Immortals                          | Федра                     |
| 2011 | ф  | Чорне золото                            | Or noir/Black Gold                 | принцеса Лейла            |
| 2011 | ф  | Красуня з нетрів                        | Trishna                            | Тріша                     |
| 2011 | ф  | Повстання планети мавп                  | Rise of the Planet of the Apes     | Керолайн Аран'а           |
| 2010 | ф  | Мірал                                   | Miral                              | Мірал                     |
| 2010 | ф  | Ти зустрінеш таємничого незнайомця      | You Will Meet a Tall Dark Stranger | Діа                       |
| 2008 | ф  | Мільйонер із нетрів                     | Slumdog Millionaire                | Older Latika              |
| 2007 | кф | Я тобі обіцяю                           | I Promise You                      |                           |